# 原型兵器2
《原型兵器2》是Radical Entertainment公司製作的一款沙盒型科幻自由動作冒險遊戲。遊戲在2012年4月24日發佈，是Radical Entertainment公司於2009年製作的遊戲《原型兵器》的續集，由美國動視發行。

## 系統
本作遊戲系統採用了與前作類似的系統，主角詹姆斯·海勒需要透過自己的超能力於城市中與軍隊對抗，並找出幕後黑手。

## 腳注
1. 1 2  Brudvig, Erik. . IGN. 2009-06-10  [2009-06-15]. （原始内容存档于2012-06-04）.
2. ↑  Jeromin, Falk. . PCGamesHardware. 2008-04-22  [2009-06-17]. （原始内容存档于2016-05-29）.
3. ↑  . New Game Network. 2011-07-20  [2011-07-20]. （原始内容存档于2018-08-28）.
4. ↑  O'Connor, Alice. . Shacknews. 2012-01-31  [2012-02-06]. （原始内容存档于2024-03-11）.
5. ↑  . 巴哈姆特電玩資訊站. 2012-04-12  [2021-04-06]. （原始内容存档于2020-10-28） （中文（臺灣））.
6. ↑  . Steam.   [2016-10-18]. （原始内容存档于2016-10-27） （英语及中文（简体））.